# Guylaine Saucier
Guylaine Saucier, née le 10 juin 1946 à Noranda (Québec), est administratrice professionnelle de grands groupes internationaux. Elle a siégé au conseil d'administration de nombreuses entreprises, dont Areva, Axa, la Banque de Montréal, Danone, Scor. Depuis mai 2022, Guylaine Saucier préside le conseil de l’Institut sur la gouvernance d'organisations privées et publiques (IGOPP).

## Biographie
Diplômée de l’École des Hautes études commerciales de Montréal, Guylaine Saucier a été PDG du groupe Gérard Saucier Ltée, une entreprise spécialisée dans les produits forestiers, de 1975 à 1989. Cette entreprise avait été fondée par son père Gérard Saucier, mort d'un accident d'hydravion à l'âge de 59 ans, en 1975, dans les eaux de la rivière Bell. Guylaine Saucier est nommée présidente à la suite de cet accident.
En 1986, Guylaine Saucier devient aussi la première femme à être nommée présidente de la Chambre de commerce du Québec,.
Par le passé, elle a été présidente du conseil d'administration de CBC/Radio-Canada, de 1995 à 2000, et a siégé à titre d’administratrice de l’Institut canadien de la construction en acier, de la Banque du Canada et de Nortel Networks Corp. Elle a joué un rôle très actif au sein de la collectivité comme membre du conseil de diverses institutions, dont l’Université de Montréal, l’Orchestre symphonique de Montréal et l’Hôtel-Dieu de Montréal.
Guylaine Saucier a été nommée membre de l’Ordre du Canada en 1989 pour son sens civique et son apport important au milieu des affaires.

## Honneurs
- Membre de l'Ordre du Canada, 1989
- Docteure honoris causa en sciences de l'administration, 2016, Université Laval[10]
- Prix Hommage 2017, Ordre des comptables professionnels agréés du Québec (CPA)
- Nommée dans le Top 100 des femmes les plus influentes au Canada en 2003 et 2011[11],[10]
- Fellow de l’Ordre des comptables agréés du Québec